# Olympische Sommerspiele 2016/Teilnehmer (Slowenien)
| Gelbes Symbol für Goldmedaillen mit stilisierten Olympischen Ringen | Graues Symbol für Silbermedaillen mit stilisierten Olympischen Ringen | Braundes Symbol für Bronzemedaillen mit stilisierten Olympischen Ringen |
| ------------------------------------------------------------------- | --------------------------------------------------------------------- | ----------------------------------------------------------------------- |
| 1                                                                   | 2                                                                     | 1                                                                       |

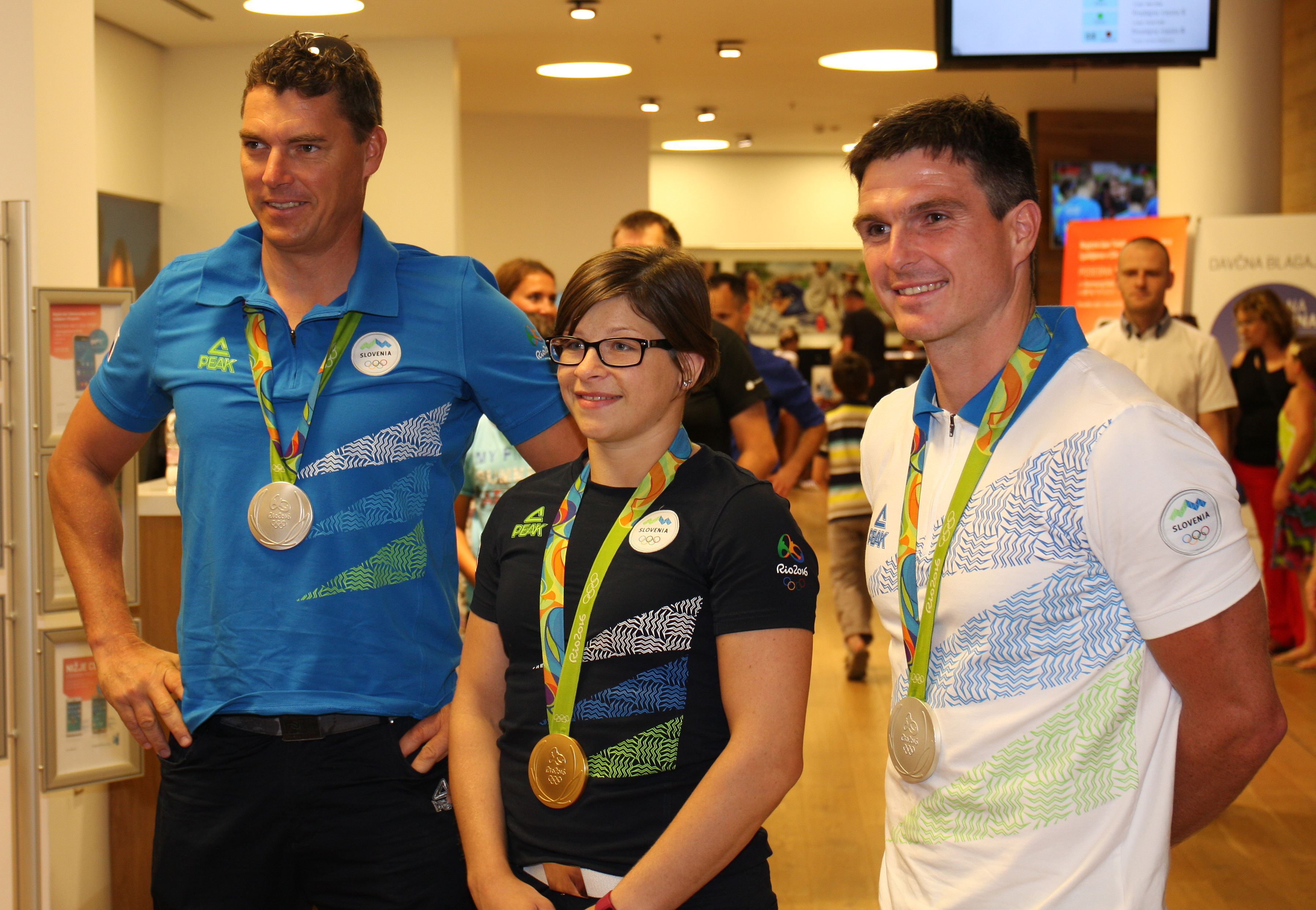
Drei slowenische Medaillenträger: Vasilij Žbogar (Silber), Tina Trstenjak (Gold) und Peter Kauzer (Silber)

Slowenien nahm an den Olympischen Spielen 2016 in Rio de Janeiro teil. Es war die insgesamt siebte Teilnahme an Olympischen Sommerspielen. Das Olimpijski komite Slovenije nominierte 60 Athleten in 12 Sportarten.

## Teilnehmer nach Sportarten

### Handball
| Wettbewerb    | Männer |
| ------------- | --- |
| Athleten      | Matevž Skok Blaž Blagotinšek Nik Henigman Vid Kavtičnik Blaž Janc Jure Dolenec Gorazd Škof Darko Cingesar Vid Poteko Matej Gaber Uroš Zorman Marko Bezjak Simon Razgor Dean Bombač David Miklavčič Miha Zarabec Urban Lesjak |
| Trainer       | Veselin Vujović () |
| Gruppenphase  | Ägypten 27:26 (15:15) Brasilien 31:28 (16:13) Schweden 29:24 (14:13) Deutschland 25:28 (12:11) Polen 25:20 (13:13) |
| Viertelfinale | Dänemark 30:37 (13:16) |
| Halbfinale    | ausgeschieden |
| Finale        | ausgeschieden |
| Platzierung   | 6. Platz |

### Judo
| Athleten         | Wettbewerb | 1. Runde           | 1. Runde    | 2. Runde      | 2. Runde      | Viertelfinale | Viertelfinale | Halbfinale / Trostrunde | Halbfinale / Trostrunde | Finale / Platz 3 | Finale / Platz 3 | Rang   |
| Athleten         | Wettbewerb | Gegner             | Ergebnis    | Gegner        | Ergebnis      | Gegner        | Ergebnis      | Gegner                  | Ergebnis                | Gegner           | Ergebnis         | Rang   |
| ---------------- | ---------- | ------------------ | ----------- | ------------- | ------------- | ------------- | ------------- | ----------------------- | ----------------------- | ---------------- | ---------------- | ------ |
| Frauen           |            |                    |             |               |               |               |               |                         |                         |                  |                  |        |
| Tina Trstenjak   | bis 63 kg  | Freilos            | Freilos     | E. Gwend      | 000s0:000s2   | J. Yang       | 101s0:000s0   | M. Silva                | 101s0:000s0             | C. Agbegnenou    | 101s0:000s0      | Gold   |
| Anamari Velenšek | bis 78 kg  | Freilos            | Freilos     | V. Turks      | 001s0:000s1   | Y. Castillo   | 100s0:000s0   | K. Harrison             | 000s0:100s0             | L. Malzahn       | 100s0:000s1      | Bronze |
| Männer           |            |                    |             |               |               |               |               |                         |                         |                  |                  |        |
| Adrian Gomboc    | bis 66 kg  | W. Margwelaschwili | 100s0:000s1 | M. Punza      | 101s0:000s0   | A. Bouchard   | 100s2:000s1   | F. Basile               | 000s2:000s0             | R. Sobirov       | 000s0:110s0      | 5      |
| Rok Drasic       | bis 73 kg  | S. Muki            | 000s0:100s2 | ausgeschieden | ausgeschieden | ausgeschieden | ausgeschieden | ausgeschieden           | ausgeschieden           | ausgeschieden    | ausgeschieden    | 17     |
| Mihael Žgank     | bis 90 kg  | A. Kukolj          | 000s1:100s0 | ausgeschieden | ausgeschieden | ausgeschieden | ausgeschieden | ausgeschieden           | ausgeschieden           | ausgeschieden    | ausgeschieden    | 17     |

### Kanu

#### Kanurennsport
| Athleten                | Wettbewerb | Vorlauf     | Vorlauf | Halbfinale  | Halbfinale | Finale      | Finale     | Rang |
| Athleten                | Wettbewerb | Zeit        | Rang    | Zeit        | Rang       | Zeit        | Rang       | Rang |
| ----------------------- | ---------- | ----------- | ------- | ----------- | ---------- | ----------- | ---------- | ---- |
| Frauen                  |            |             |         |             |            |             |            |      |
| Špela Ponomarenko Janić | K-1 200 m  | 40,38 s     | 2       | 40,79 s     | 3          | 40,76 s     | 4          | 4    |
| Špela Ponomarenko Janić | K-1 500 m  | 1:55,93 min | 5       | 1:58,09 min | 3          | 1:57,54 min | Finale B 2 | 10   |

#### Kanuslalom
| Athleten               | Wettbewerb | Vorlauf  | Vorlauf | Halbfinale | Halbfinale | Finale   | Finale | Rang   |
| Athleten               | Wettbewerb | Zeit     | Rang    | Zeit       | Rang       | Zeit     | Rang   | Rang   |
| ---------------------- | ---------- | -------- | ------- | ---------- | ---------- | -------- | ------ | ------ |
| Frauen                 |            |          |         |            |            |          |        |        |
| Urša Kragelj           | K-1        | 102,79 s | 7       | 108,37 s   | 9          | 108,68 s | 9      | 9      |
| Männer                 |            |          |         |            |            |          |        |        |
| Peter Kauzer           | K-1        | 91,11 s  | 12      | 91,01 s    | 4          | 88,70 s  | 2      | Silber |
| Benjamin Savšek        | C-1        | 94,36 s  | 4       | 98,70 s    | 4          | 99,36 s  | 6      | 6      |
| Luka Božič Sašo Taljat | C-2        | 105,21 s | 6       | 111,14 s   | 7          | 107,73 s | 7      | 7      |

### Leichtathletik
Laufen und Gehen 
| Athleten         | Wettbewerb | Runde 1     | Runde 1 | Halbfinale    | Halbfinale    | Finale        | Finale        | Rang |
| Athleten         | Wettbewerb | Zeit        | Rang    | Zeit          | Rang          | Zeit          | Rang          | Rang |
| ---------------- | ---------- | ----------- | ------- | ------------- | ------------- | ------------- | ------------- | ---- |
| Frauen           |            |             |         |               |               |               |               |      |
| Maja Mihalinec   | 200 m      | 23,38 s     | 48      | ausgeschieden | ausgeschieden | ausgeschieden | ausgeschieden | 48   |
| Sabina Veit      | 200 m      | 23,75 s     | 62      | ausgeschieden | ausgeschieden | ausgeschieden | ausgeschieden | 62   |
| Daneja Grandovec | Marathon   | –           | –       | –             | –             | nicht beendet | nicht beendet | –    |
| Männer           |            |             |         |               |               |               |               |      |
| Luka Janežič     | 400 m      | 45,33 s     | 12      | 45,07 s       | 17            | ausgeschieden | ausgeschieden | 17   |
| Žan Rudolf       | 800 m      | 1:46,93 min | 21      | ausgeschieden | ausgeschieden | ausgeschieden | ausgeschieden | 21   |
| Anton Kosmač     | Marathon   | –           | –       | –             | –             | 2:29:48 h     | 117           | 117  |

 Springen und Werfen 
| Athleten       | Wettbewerb     | Qualifikation | Qualifikation | Finale        | Finale        | Rang |
| Athleten       | Wettbewerb     | Weite/Höhe    | Rang          | Weite/Höhe    | Rang          | Rang |
| -------------- | -------------- | ------------- | ------------- | ------------- | ------------- | ---- |
| Frauen         |                |               |               |               |               |      |
| Maruša Černjul | Hochsprung     | 1,92 m        | 21            | ausgeschieden | ausgeschieden | 21   |
| Tina Šutej     | Stabhochsprung | 4,55 m        | 8             | 4,50 m        | 11            | 11   |
| Martina Ratej  | Speerwurf      | 59,76 m       | 18            | ausgeschieden | ausgeschieden | 18   |
| Männer         |                |               |               |               |               |      |
| Robert Renner  | Stabhochsprung | 5,45 m        | 22            | ausgeschieden | ausgeschieden | 22   |

### Radsport

#### Straße
| Athleten        | Wettbewerb       | Zeit          | Rang          |
| --------------- | ---------------- | ------------- | ------------- |
| Frauen          |                  |               |               |
| Polona Batagelj | Straßenrennen    | 3:58:03 h     | 32            |
| Männer          |                  |               |               |
| Matej Mohorič   | Straßenrennen    | nicht beendet | nicht beendet |
| Jan Polanc      | Straßenrennen    | 6:30:05 h     | 52            |
| Primož Roglič   | Straßenrennen    | 6:19:43 h     | 26            |
| Simon Špilak    | Straßenrennen    | 6:30:05 h     | 57            |
| Primož Roglič   | Einzelzeitfahren | 1:14:55 h     | 10            |

#### Mountainbike
| Athleten     | Wettbewerb    | Zeit      | Rang |
| ------------ | ------------- | --------- | ---- |
| Frauen       |               |           |      |
| Tanja Žakelj | Cross-Country | 1:35:17 h | 13   |

### Schießen
| Athleten      | Wettbewerb                               | Qualifikation   | Qualifikation | Finale          | Finale        | Ringe/ Scheiben | Rang |
| Athleten      | Wettbewerb                               | Ringe/ Scheiben | Rang          | Ringe/ Scheiben | Rang          | Ringe/ Scheiben | Rang |
| ------------- | ---------------------------------------- | --------------- | ------------- | --------------- | ------------- | --------------- | ---- |
| Frauen        |                                          |                 |               |                 |               |                 |      |
| Živa Dvoršak  | Luftgewehr 10 Meter                      | 414,7           | 17            | ausgeschieden   | ausgeschieden | 414,7           | 17   |
| Živa Dvoršak  | Kleinkaliber Dreistellungskampf 50 Meter | 572             | 30            | ausgeschieden   | ausgeschieden | 572             | 30   |
| Männer        |                                          |                 |               |                 |               |                 |      |
| Boštjan Maček | Trap                                     | 113             | 22            | ausgeschieden   | ausgeschieden | 113             | 22   |

### Schwimmen
| Athleten                                        | Wettbewerb          | Vorlauf         | Vorlauf         | Halbfinale    | Halbfinale    | Finale        | Finale        | Rang |
| Athleten                                        | Wettbewerb          | Zeit            | Rang            | Zeit          | Rang          | Zeit          | Rang          | Rang |
| ----------------------------------------------- | ------------------- | --------------- | --------------- | ------------- | ------------- | ------------- | ------------- | ---- |
| Frauen                                          |                     |                 |                 |               |               |               |               |      |
| Anja Klinar                                     | 400 m Freistil      | 4:09,07 min     | 18              | –             | –             | ausgeschieden | ausgeschieden | 18   |
| Tjaša Oder                                      | 800 m Freistil      | 8:33,14 min     | 13              | –             | –             | ausgeschieden | ausgeschieden | 13   |
| Anja Klinar                                     | 800 m Freistil      | nicht gestartet | nicht gestartet | –             | –             | –             | –             | –    |
| Anja Klinar                                     | 200 m Schmetterling | 2:08,43         | 14              | 2:09,44 min   | 15            | ausgeschieden | ausgeschieden | 15   |
| Tjaša Vozel                                     | 100 m Brust         | 1:11,15 min     | 35              | ausgeschieden | ausgeschieden | ausgeschieden | ausgeschieden | 35   |
| Anja Klinar Tjaša Oder Tjaša Pintar Janja Šegel | 4 × 200 m Lagen     | 8:02,22 min     | 15              | –             | –             | ausgeschieden | ausgeschieden | 15   |
| Špela Perše                                     | 10 km Freiwasser    | –               | –               | –             | –             | 1:58:59 h     | 16            | 16   |
| Männer                                          |                     |                 |                 |               |               |               |               |      |
| Anže Tavčar                                     | 100 m Freistil      | 49,38 s         | 36              | ausgeschieden | ausgeschieden | ausgeschieden | ausgeschieden | 36   |
| Anže Tavčar                                     | 200 m Freistil      | 1:49,96 min     | 39              | ausgeschieden | ausgeschieden | ausgeschieden | ausgeschieden | 39   |
| Martin Bau                                      | 1500 m Freistil     | 15:29,95 min    | 36              | –             | –             | ausgeschieden | ausgeschieden | 36   |
| Robert Žbogar                                   | 200 m Schmetterling | 1:57,05 min     | 22              | ausgeschieden | ausgeschieden | ausgeschieden | ausgeschieden | 22   |
| Damir Dugonjič                                  | 100 m Brust         | 1:00,41 min     | 21              | ausgeschieden | ausgeschieden | ausgeschieden | ausgeschieden | 21   |

### Segeln
Fleet Race
| Athleten                   | Wettbewerb  | Qualifikation | Qualifikation | Medal Race | Medal Race | Punkte | Rang   |
| Athleten                   | Wettbewerb  | Punkte        | Rang          | Punkte     | Rang       | Punkte | Rang   |
| -------------------------- | ----------- | ------------- | ------------- | ---------- | ---------- | ------ | ------ |
| Frauen                     |             |               |               |            |            |        |        |
| Veronika Macarol Tina Mrak | 470er       | 65            | 7             | 2          | 1          | 67     | 6      |
| Männer                     |             |               |               |            |            |        |        |
| Vasilij Žbogar             | Finn Dinghy | 56            | 2             | 12         | 6          | 68     | Silber |

### Tennis
| Athleten      | Wettbewerb | 1. Runde    | 1. Runde | 2. Runde      | 2. Runde      | Achtelfinale  | Achtelfinale  | Viertelfinale | Viertelfinale | Halbfinale    | Halbfinale    | Finale        | Finale        |
| Athleten      | Wettbewerb | Gegner      | Ergebnis | Gegner        | Ergebnis      | Gegner        | Ergebnis      | Gegner        | Ergebnis      | Gegner        | Ergebnis      | Gegner        | Ergebnis      |
| ------------- | ---------- | ----------- | -------- | ------------- | ------------- | ------------- | ------------- | ------------- | ------------- | ------------- | ------------- | ------------- | ------------- |
| Frauen        |            |             |          |               |               |               |               |               |               |               |               |               |               |
| Polona Hercog | Einzel     | Mónica Puig | 3:6, 2:6 | ausgeschieden | ausgeschieden | ausgeschieden | ausgeschieden | ausgeschieden | ausgeschieden | ausgeschieden | ausgeschieden | ausgeschieden | ausgeschieden |

### Tischtennis
| Athleten    | Wettbewerb | 1. Runde       | 1. Runde | 2. Runde     | 2. Runde | 3. Runde       | 3. Runde | 4. Runde           | 4. Runde | Viertelfinale | Viertelfinale | Halbfinale    | Halbfinale    | Finale        | Finale        | Rang          |
| Athleten    | Wettbewerb | Gegner         | Ergebnis | Gegner       | Ergebnis | Gegner         | Ergebnis | Gegner             | Ergebnis | Gegner        | Ergebnis      | Gegner        | Ergebnis      | Gegner        | Ergebnis      | Rang          |
| ----------- | ---------- | -------------- | -------- | ------------ | -------- | -------------- | -------- | ------------------ | -------- | ------------- | ------------- | ------------- | ------------- | ------------- | ------------- | ------------- |
| Männer      |            |                |          |              |          |                |          |                    |          |               |               |               |               |               |               |               |
| Bojan Tokič | Einzel     | Noshad Alamian | 4:1      | Wang Zeng Yi | 4:2      | Tiago Apolónia | 4:1      | Dimitrij Ovtcharov | 1:4      | ausgeschieden | ausgeschieden | ausgeschieden | ausgeschieden | ausgeschieden | ausgeschieden | ausgeschieden |

### Triathlon
| Athleten     | Wettbewerb | Zeit      | Rang |
| ------------ | ---------- | --------- | ---- |
| Frauen       |            |           |      |
| Mateja Šimic | Einzel     | 2:02:28 h | 31   |

### Turnen

#### Gerätturnen
| Athleten   | Wettbewerb | Qualifikation | Qualifikation | Finale        | Finale        | Rang |
| Athleten   | Wettbewerb | Punkte        | Rang          | Punkte        | Rang          | Rang |
| ---------- | ---------- | ------------- | ------------- | ------------- | ------------- | ---- |
| Frauen     |            |               |               |               |               |      |
| Teja Belak | Sprung     | 13,650        | 19            | ausgeschieden | ausgeschieden | 19   |